# Whistler Sliding Centre
A Whistler Sliding Centre egy kanada délnyugati részén található sportközpont. A Vancouvertől 125 kilométernyire északra fekvő létesítményben rendezték a 2010-es téli olimpiai játékok három versenyszámát.

## Története
A kanadai Vancouvert 2003-ban választották ki a 2010-es téli olimpia megrendezésére. A whistler hegység peremén fekvő szánkó és bobpálya létrehozása az olimpiai pályázat része volt. 2004. november 14-én a 2002-es téli olimpia szánkópályáját is tervező Stantec Architecture Limitedet választották ki a pálya részletes megvalósíthatósági tanulmányának és műszaki terveinek elkészítésére. A pálya és a kapcsolódó létesítmények építése 2005 június 5-én, a környezetvédelmi hatóság hozzájárulása után kezdődhetett el. Az építkezés csúcsán a 15 kilométernyire lévő Whistler Olympic Parkkal együtt összesen 500 munkás dolgozott a helyszínen. 2006 nyarán a pálya 40%-os készültségi állapotban volt. A pályatest 2007 novemberére készült el véglegesen, a végszerelés és az első pályatesztek 2008-ba nyúltak.
A pályaavató tesztfutam 2007. december 19-én zajlott. A pályát megvizsgálta a szánkósokat és bobosokat képviselő nemzetközi szervezet is, az általuk kért módosításokat még a tél folyamán elvégezték, a tesztfutamok pedig egészen 2008. március 20-ig folytatódtak. A 2008-as téli sportszezon elején került sor az első nemzetközi tesztversenyre, ahol több baleset is történt. A pályáról nyilatkozó sportoló közül többen veszélyesen gyorsnak minősítették a pályát. 2009 februárjában előbb a bob, majd szánkó világkupa keretében már a nemzetközi élmezőny vetélkedett a pályán.
A 2010-es téli olimpián a szánkó, a tobogán és a bobversenyek zajlanak majd a sportközpontban. Szánkóban és bobban 3, tobogánban 2 versenyszámban avatnak majd bajnokokat.

## Jellemzői
A szánkópálya építése 105 millió kanadai dollárba került. A létesítmény 12 kilométernyi acélcsövet, 600 árnyékoló elemet és 700 világítótestet foglal magába. A pálya hűtését 100 kilométernyi ammóniát tartalmazó cső szolgálja. A pályát 2–5 cm vastag jég borítja. A pálya felső szakaszán két indítóépületet helyeztek el. A célvonaltól 1400 méternyire található felső indítóállomásról a bob, a tobogán és a férfiak szánkóversenyei indulnak majd. Az 1200 méternél lévő alsó indítóállomás a női szánkó rajthelyéül szolgál majd. A felső indítóhely és a célvonal szintbeli különbsége 152 méter. A pálya átlagos lejtése 10,5%.

## Környezetvédelem
Az olimpiai létesítmények megépítésekor a vancouveri rendezők kiemelt helyen kezelték a környezet megóvásának szempontjait. Az építkezés során minimalizálni igyekeztek a növényzet pusztítását és a létesítmény ökológiai lábnyomát. Az energiahatékonyság érdekében árnyékolórendszert építettek a pályán. Több helyen természetes árnyékolást alkalmaznak: a pálya vonalát fák takarják el a nap elől, így csökkentve a jégteknőt olvasztó napfény mennyiségét. A pálya külső és belső felületeit fehérre festették, hogy az a lehető legkevesebb hőt nyelje el. A pálya hűtőművének hulladékhőjét az épületek fűtésére használják.